# Zeitfahren (Bahnradsport)
Das Zeitfahren ist eine Disziplin des Bahnradsports.

## Regeln
Das Zeitfahren wird mit stehendem Start gefahren. Die Distanz beträgt 1000 Meter.
Der Wettbewerb wird in zwei Runden ausgetragen. Zunächst starten alle Fahrer in einer Qualifikation, in der sich die ersten acht für das Finale qualifizieren. Bei nationalen oder kleineren internationalen Wettbewerben kann der Sieger auch in einer Runde ermittelt werden.

## Entwicklung
Das Zeitfahren gehörte von 1928 bis 2004 kontinuierlich zum Programm der Olympischen Spiele, bei den Frauen allerdings nur 2000 und 2004, danach fiel es einer Reduzierung des Programms zum Opfer. In den Weltmeisterschaften gab es seit 1966 einen Zeitfahr-Wettkampf für Männer und seit 1995 für Frauen. Von 2006 bis 2016 war das Zeitfahren Bestandteil des Omniums, bevor dieser in einen reinen Ausdauer-Wettbewerb umgewandelt wurde. Bis 2024 betrug die Distanz für Frauen 500 Meter und wurde dann an die im Männerbereich übliche Distanz angeglichen.

## Rekorde
Aktueller Weltrekordhalter bei den Männern ist der Niederländer Jeffrey Hoogland, der am 31. Oktober 2023 in Aguascalientes 55,433 Sekunden für die 1000 Meter benötigte. Die Bestmarke bei den Frauen hält die Niederländerin Hetty van de Wouw mit 1:04,497 Minuten, aufgestellt am 15. Februar 2025 in Heusden-Zolder bei den Bahnradsport-Europameisterschaften 2025. Den Rekord der Frauen über 500 Meter hielt zuletzt die Mexikanerin Jessica Salazar, die am 7. Oktober 2016 bei den Panamerika-Meisterschaften in Aguascalientes die Distanz in 32,268 Sekunden fuhr.

## Paracycling
Das Zeitfahren wird auch im Paracycling betrieben. Ausgefahren wird es mit Tandems aus sehbehindertem Fahrer und sehendem Piloten (Klasse B) sowie mit Rennrädern (Klasse C). Die Entfernung beträgt in beiden Klassen 1000 m. Auch hier fuhren Frauen in der Klasse C bis 2024 die halbe Distanz, bevor das Reglement angeglichen wurde.

## Ergebnisse bei Bahnradsport-Weltmeisterschaften

### Männer
Bis zum Jahr 1991 war der Weltmeisterschafts-Wettbewerb im Zeitfahren den Amateuren vorbehalten und wurde in den Jahren der Olympischen Spiele 1972, 1976, 1980, 1984, 1988, und 1992 nicht ausgetragen. Danach wurde die Trennung zwischen Profis und Amateuren aufgehoben. Seitdem finden die Bahn-Weltmeisterschaften in der Elite-Kategorie statt.
| Jahr | Gold                   | Silber                       | Bronze                    |
| ---- | ---------------------- | ---------------------------- | ------------------------- |
| 1966 | Pierre Trentin         | Paul Seye                    | Frans van de Ruit         |
| 1967 | Niels Fredborg         | Wacław Latocha               | Roger Gibbon              |
| 1968 | Niels Fredborg         | Jack Simes                   | Gianni Sartori            |
| 1969 | Gianni Sartori         | Janusz Kierzkowski           | Klaas Balk                |
| 1970 | Niels Fredborg         | Harry Kent                   | Anton Tkáč                |
| 1971 | Eduard Rapp            | Peder Pedersen               | Pierre Trentin            |
| 1972 | nicht ausgetragen      | nicht ausgetragen            | nicht ausgetragen         |
| 1973 | Janusz Kierzkowski     | Eduard Rapp                  | Herman Ponsteen           |
| 1974 | Eduard Rapp            | Ferruccio Ferro              | Janusz Kierzkowski        |
| 1975 | Klaus-Jürgen Grünke    | Eduard Rapp                  | Janusz Kierzkowski        |
| 1976 | nicht ausgetragen      | nicht ausgetragen            | nicht ausgetragen         |
| 1977 | Lothar Thoms           | Günther Schumacher           | Hans Ledermann            |
| 1978 | Lothar Thoms           | Jocelyn Lovell               | Rainer Hönisch            |
| 1979 | Lothar Thoms           | Gordon Singleton             | Eduard Rapp               |
| 1980 | nicht ausgetragen      | nicht ausgetragen            | nicht ausgetragen         |
| 1981 | Lothar Thoms           | Fredy Schmidtke              | Sergei Kopylow            |
| 1982 | Fredy Schmidtke        | Lothar Thoms                 | Emanuel Raasch            |
| 1983 | Sergei Kopylow         | Gerhard Scheller             | Lothar Thoms              |
| 1984 | nicht ausgetragen      | nicht ausgetragen            | nicht ausgetragen         |
| 1985 | Jens Glücklich         | Philippe Boyer               | Martin Vinnicombe         |
| 1986 | Maic Malchow           | Martin Vinnicombe            | Jens Glücklich            |
| 1987 | Martin Vinnicombe      | Jens Glücklich               | Konstantin Chrabzow       |
| 1988 | nicht ausgetragen      | nicht ausgetragen            | nicht ausgetragen         |
| 1989 | Jens Glücklich         | Martin Vinnicombe            | Alexander Kiritschenko    |
| 1990 | Alexander Kiritschenko | Martin Vinnicombe            | Jens Glücklich            |
| 1991 | José Moreno            | Jens Glücklich               | Gene Samuel               |
| 1992 | nicht ausgetragen      | nicht ausgetragen            | nicht ausgetragen         |
| 1993 | Florian Rousseau       | Shane Kelly                  | Jens Glücklich            |
| 1994 | Florian Rousseau       | Erin Hartwell                | Shane Kelly               |
| 1995 | Shane Kelly            | Florian Rousseau             | Erin Hartwell             |
| 1996 | Shane Kelly            | Sören Lausberg               | Jan van Eijden            |
| 1997 | Shane Kelly            | Sören Lausberg               | Stefan Nimke              |
| 1998 | Arnaud Tournant        | Shane Kelly                  | Erin Hartwell             |
| 1999 | Arnaud Tournant        | Shane Kelly                  | Stefan Nimke              |
| 2000 | Arnaud Tournant        | Sören Lausberg               | Jason Queally             |
| 2001 | Arnaud Tournant        | Sören Lausberg               | Grzegorz Krejner          |
| 2002 | Chris Hoy              | Arnaud Tournant              | Shane Kelly               |
| 2003 | Stefan Nimke           | Shane Kelly                  | Arnaud Tournant           |
| 2004 | Chris Hoy              | Arnaud Tournant              | Theo Bos                  |
| 2005 | Theo Bos               | Jason Queally                | Chris Hoy                 |
| 2006 | Chris Hoy              | Ben Kersten                  | François Pervis           |
| 2007 | Chris Hoy              | François Pervis              | Jamie Staff               |
| 2008 | Teun Mulder            | Michaël D’Almeida            | François Pervis           |
| 2009 | Stefan Nimke           | Taylor Phinney               | Mohd Rizal Tisin          |
| 2010 | Teun Mulder            | Michaël D’Almeida            | François Pervis           |
| 2011 | Stefan Nimke           | Teun Mulder                  | François Pervis           |
| 2012 | Stefan Nimke           | Michaël D’Almeida            | Simon van Velthooven      |
| 2013 | François Pervis        | Simon van Velthooven         | Joachim Eilers            |
| 2014 | François Pervis        | Joachim Eilers               | Simon van Velthooven      |
| 2015 | François Pervis        | Joachim Eilers               | Matthew Archibald         |
| 2016 | Joachim Eilers         | Theo Bos                     | Quentin Lafargue          |
| 2017 | François Pervis        | Tomáš Bábek Quentin Lafargue | n.v.                      |
| 2018 | Jeffrey Hoogland       | Matthew Glaetzer             | Theo Bos                  |
| 2019 | Quentin Lafargue       | Theo Bos                     | Michaël D’Almeida         |
| 2020 | Sam Ligtlee            | Quentin Lafargue             | Michaël D’Almeida         |
| 2021 | Jeffrey Hoogland       | Nicholas Paul                | Joachim Eilers            |
| 2022 | Jeffrey Hoogland       | Melvin Landerneau            | Alejandro Martínez Chorro |
| 2023 | Jeffrey Hoogland       | Matthew Glaetzer             | Thomas Cornish            |
| 2024 | Harrie Lavreysen       | Jeffrey Hoogland             | Joseph Truman             |

### Frauen
| Jahr | Gold                     | Silber              | Bronze               |
| ---- | ------------------------ | ------------------- | -------------------- |
| 1995 | Félicia Ballanger        | Galina Jenjuchina   | Michelle Ferris      |
| 1996 | Félicia Ballanger        | Annett Neumann      | Michelle Ferris      |
| 1997 | Félicia Ballanger        | Michelle Ferris     | Magali Faure         |
| 1998 | Félicia Ballanger        | Tanya Dubnicoff     | Michelle Ferris      |
| 1999 | Félicia Ballanger        | Jiang Cuihua        | Ulrike Weichelt      |
| 2000 | Natalia Markownitschenko | Jiang Cuihua        | Wang Yan             |
| 2001 | Nancy Contreras          | Lori-Ann Muenzer    | Katrin Meinke        |
| 2002 | Natalja Zilinskaja       | Nancy Contreras     | Kerrie Meares        |
| 2003 | Natalja Zilinskaja       | Nancy Contreras     | Jiang Cuihua         |
| 2004 | Anna Meares              | Jiang Yonghua       | Simona Krupeckaitė   |
| 2005 | Natalja Zilinskaja       | Anna Meares         | Yvonne Hijgenaar     |
| 2006 | Natalja Zilinskaja       | Anna Meares         | Lisandra Guerra      |
| 2007 | Anna Meares              | Lisandra Guerra     | Natalja Zilinskaja   |
| 2008 | Lisandra Guerra          | Simona Krupeckaitė  | Sandie Clair         |
| 2009 | Simona Krupeckaitė       | Anna Meares         | Victoria Pendleton   |
| 2010 | Anna Meares              | Simona Krupeckaitė  | Olga Panarina        |
| 2011 | Olga Panarina            | Sandie Clair        | Miriam Welte         |
| 2012 | Anna Meares              | Miriam Welte        | Jessica Varnish      |
| 2013 | Lee Wai-sze              | Miriam Welte        | Rebecca James        |
| 2014 | Miriam Welte             | Anna Meares         | Anastassija Woinowa  |
| 2015 | Anastassija Woinowa      | Anna Meares         | Miriam Welte         |
| 2016 | Anastassija Woinowa      | Lee Wai-sze         | Elis Ligtlee         |
| 2017 | Darja Schmeljowa         | Miriam Welte        | Anastassija Woinowa  |
| 2018 | Miriam Welte             | Darja Schmeljowa    | Elis Ligtlee         |
| 2019 | Darja Schmeljowa         | Olena Starykowa     | Kaarle McCulloch     |
| 2020 | Lea Sophie Friedrich     | Jessica Salazar     | Miriam Vece          |
| 2021 | Lea Sophie Friedrich     | Anastassija Woinowa | Darja Schmeljowa     |
| 2022 | Taky Marie-Divine Kouamé | Emma Hinze          | Guo Yufang           |
| 2023 | Emma Hinze               | Kristina Clonan     | Lea Sophie Friedrich |
| 2024 | Jana Burlakowa           | Sophie Capewell     | Katy Marchant        |